# ايرين مانينغ
ايرين مانينغ (بالإنجليزية: Irene Manning)‏ هي مغنية وممثلة أمريكية، ولدت في 17 يوليو 1912 في الولايات المتحدة، وتوفيت بنفس المكان في 28 مايو 2004 بسبب قصور القلب.

## أعمال

### أفلام
- (1942) يانكي دودل داندي

## وصلات خارجية
- ايرين مانينغ على موقع IMDb (الإنجليزية)
- ايرين مانينغ على موقع ألو سيني (الفرنسية)
- ايرين مانينغ على موقع أول موفي (الإنجليزية)
- ايرين مانينغ على موقع قاعدة بيانات برودواي على الإنترنت (الإنجليزية)
- ايرين مانينغ على موقع قاعدة بيانات برودواي على الإنترنت (الإنجليزية)
- ايرين مانينغ على موقع قاعدة بيانات الأفلام السويدية (السويدية)
- ايرين مانينغ على موقع إن إن دي بي (الإنجليزية)
- ايرين مانينغ على موقع أول ميوزيك (الإنجليزية)
- ايرين مانينغ على موقع ديسكوغز (الإنجليزية)
- ايرين مانينغ على موقع قاعدة بيانات الفيلم (الإنجليزية)